# اسپرس سیاه‌کرک
اسپرس سیاه‌کرک (نام علمی: Onobrychis melanotricha) نام یک گونه از سرده اسپرس است.